# IC 4020
IC 4020 је спирална галаксија у сазвјежђу Ловачки пси која се налази на листи објеката дубоког неба у Индекс каталогу.
Деклинација објекта је + 38° 36' 35" а ректасцензија 13h 0m 3,4s. Привидна величина (магнитуда) објекта IC 4020 износи 15,2 а фотографска магнитуда 16,0.